# Parania obscura
Parania obscura là một loài tò vò trong họ Ichneumonidae.